# Людвиг Австрийский
Людвиг Иосиф Антон Иоганн Австрийский (нем. Ludwig Joseph Anton Johann Erzherzog von Österreich; 13 декабря 1784, Флоренция — 21 декабря 1864, Вена) — австрийский эрцгерцог из династии Габсбург-Лотарингских. Фельдцейхмейстер.

## Биография
Эрцгерцог Людвиг Иосиф был пятнадцатым ребёнком и одиннадцатым сыном в семье тосканского великого герцога Леопольда I и его супруги Марии Луизы Испанской. В 1790 году после того, как отец унаследовал императорский престол, семья переехала в Вену. В возрасте восьми лет потерял обоих родителей.
С детства готовился к военной карьере. В 1809 году эрцгерцог Людвиг командовал 5 корпусом, входившим в состав армии под командованием старшего брата — эрцгерцога Карла. Австрийские войска в апреле 1809 года вторглась в Баварию и дали несколько сражений. 20 апреля эрцгерцог Людвиг потерпел поражение в битве при Абенсберге.
После поражения Австрии в войне и заключения мира с Наполеоном Людвиг не занимал больше командных постов в армии.
Позднее выполнял ряд поручений своего брата императора Франца, посещая с дипломатической миссией Великобританию, Францию и Российскую империю.
После смерти императора эрцгерцог Людвиг стал председателем Тайной государственной конференции (de:Geheime Staatskonferenz) — комитета высших сановников, исполнявшего роль коллективного регента при новом императоре Фердинанде I. Людвиг поддерживал абсолютистскую политику князя Меттерниха. После революционных выступлений 1848 года и отречения императора Фердинанда I, которое состоялось 2 декабря 1848 года в Оломоуце, эрцгерцог Людвиг не занимал никаких государственных постов.
В 1848 году Австрийская академия наук назначила его своим почетным членом. В 1861 году получил пожизненное место в палате господ рейхсрата Цислейтании.
Будучи последним живым ребенком императора Леопольда II, Людвиг умер в Вене в 1864 году и был похоронен в склепе капуцинов в Вене.

## Личная жизнь
Людвиг был женат морганатическим браком на Аделаиде де Герост (род. 1788). У него была одна дочь, Анна Виктория де ла Пьер (род. 1838). Имеет ныне живущих потомков.

## Награды
- Орден Святого апостола Андрея Первозванного (1835 год; пожалован императором Николаем I)